# Olivier Djappa
Olivier Djappa (Douala, 22 novembre 1969) è un allenatore di calcio ed ex calciatore camerunese, di ruolo attaccante.

## Palmarès

### Club

#### Competizioni nazionali
- Campionato camerunese: 1

Racing Bafoussam: 1992
- Fußball-Regionalliga: 1

Unterhaching: 2002-2003

### Individuale
- Capocannoniere della Zweite Bundesliga: 1

2000-2001 (18 reti)